# بیاتان سوخته
بیاتان سوخته یک روستا در بخش زالیان شهرستان شازند استان مرکزی ایران است که در دهستان زالیان واقع شده‌است. بیاتان سوخته ۱۲۴ نفر جمعیت دارد.